# Cirolana fabianii
Cirolana fabianii är en kräftdjursart som beskrevs av de Angeli och Rossi 2006. Cirolana fabianii ingår i släktet Cirolana och familjen Cirolanidae. Inga underarter finns listade i Catalogue of Life.